# Interstate 240 (Caroline du Nord)
Pour les articles homonymes, voir Interstate 240.
L'Interstate 240 (I-240) est une autoroute en demi-boucle de 9,1 miles (14,6 km) autour d'Asheville. Elle contourne le nord du centre-ville d'Asheville et est reliée à ses extrémités à l'I-40. Le segment ouest de l'I-240 est actuellement en multiplex avec l'I-26 dans un projet majeur pour compléter un segment qui ne répond pas aux normes autoroutières.
Un projet de construction vise à combler le segment manquant de l'I-26 dans le centre d'Asheville. Lorsque le projet sera complété, l'I-240 sera relocalisée un peu plus au nord.

## Description du tracé
L'I-240 débute à un échangeur avec l'I-26 et l'I-40 à l'ouest d'Asheville. L'I-240 et l'I-26 forment un multiplex pour quatre miles (6,4 km). L'I-240 longe la French Broad River à l'est. Dans le segment nord-ouest de la route, la US 19, US 23 et US 74A se joignent à l'I-240 pour croiser la rivière. Après l'avoir traversée, l'I-26 se termine et devient la Future I-26. La Future I-26 / US 19 / US 23 quittent le tracé de l'I-240 et la US 70 s'y joint. Le multiplex parcourt le nord d'Asheville. La US 70 / US 74A quittent le tracé de l'I-240 à Charlotte Street. L'autoroute continue via une coupe dans la montagne avant de se rediriger vers le sud. L'I-240 traverse la Swannanoa River près du Asheville Mall avant de se terminer en croisant l'I-40. La route se poursuit toutefois au-delà de cet échangeur comme la US 74A, appelée localement Charlotte Highway.

## Liste des sorties
| Interstate 240                            |              |      |       |        |                                                                                                | |
| Comté                                     | Municipalité | mi   | km    | Sortie | Intersections / Destinations                                                                   | Notes |
| Buncombe                                  | Asheville    | 0,00 | 0,00  | —      | I-26 est / US 74 est – Hendersonville, Spartanburg                                             | Continue comme I-26 / US 74                                                                                      |
| Buncombe                                  | Asheville    | 0,00 | 0,00  | 31B    | I-26 / I-40 ouest / US 74 ouest – Canton, Knoxville                                            | Terminus ouest du multiplex avec I-26                                                                            |
| Buncombe                                  | Asheville    | 1,00 | 1,60  | 1B     | NC 191 (en) (Brevard Road) vers I-40 est                                                       | |
| Buncombe                                  | Asheville    | 1,40 | 2,30  | 1C     | Amboy Road                                                                                     | Sortie direction est, entrée direction ouest                                                                     |
| Buncombe                                  | Asheville    | 2,00 | 3,20  | 2      | US 19 Bus. / US 23 Bus. (Haywood Road) – South Asheville                                       | Terminus ouest du multiplex avec US 19 Bus. / US 23 Bus.                                                         |
| Buncombe                                  | Asheville    | 3,00 | 4,80  | 3A     | US 19 / US 23 sud / US 74A ouest (Patton Avenue) / US 19 Bus.                                  | Terminus est du multiplex avec US 19 Bus. / US 23 Bus.; terminus ouest du multiplex avec US 19 / US 23 et US 74A |
| Buncombe                                  | Asheville    | 3,10 | 5,00  | 3B     | Westgate / Resort Drive                                                                        | |
| Buncombe                                  | Asheville    | 3,70 | 6,00  | 4A     | Future I-26 ouest / US 19 nord / US 23 nord / US 70 ouest – Weaverville, Woodfin, Johnson City | Terminus est du multiplex avec I-26 / US 19 / US 23; terminus ouest du multiplex avec US 70                      |
| Buncombe                                  | Asheville    | 3,80 | 6,10  | 4B     | Patton Avenue – Centre-ville                                                                   | Sortie direction est, entrée direction ouest                                                                     |
| Buncombe                                  | Asheville    | 4,30 | 6,90  | 4C     | Montford Avenue / Haywood Street                                                               | |
| Buncombe                                  | Asheville    | 4,80 | 7,70  | 5A     | US 25 (Merrimon Avenue)                                                                        | |
| Buncombe                                  | Asheville    | 5,10 | 8,20  | 5B     | US 70 est / US 74A est (Charlotte Street) vers NC 694 (en)                                     | Terminus est du multiplex avec US 70 et US 74A                                                                   |
| Buncombe                                  | Asheville    | 6,20 | 10,00 | 6      | Tunnel Road / Chunns Cove Road                                                                 | |
| Buncombe                                  | Asheville    | 7,00 | 11,30 | 7      | US 70 (Tunnel Road)                                                                            | |
| Buncombe                                  | Asheville    | 8,50 | 13,70 | 8      | US 74A ouest (Fairview Road) vers NC 81 (en)                                                   | Terminus ouest du multiplex avec US 74A                                                                          |
| Buncombe                                  | Asheville    | 9,10 | 14,60 | 9      | I-40 – Statesville, Knoxville                                                                  | Sortie 53B de l'I-40                                                                                             |
| Buncombe                                  | Asheville    | 9,10 | 14,60 | —      | US 74A est (Charlotte Highway) – Bat Cave                                                      | Continue comme US 74A                                                                                            |
| - Terminus de multiplex - Accès incomplet |              |      |       |        |                                                                                                | |